# Rob Lovejoy
Robert Lionell Lovejoy III (Greensboro, 23 oktober 1991) is een Amerikaans voetballer die bij voorkeur als middenvelder speelt. In 2015 tekende hij een contract bij Houston Dynamo uit de Major League Soccer.

## Clubcarrière
Op 15 januari 2015 werd Lovejoy als zesendertigste gekozen in de MLS SuperDraft 2015 door Houston Dynamo. Zijn professionele debuut maakte hij op 13 maart 2015 tegen Orlando City SC.